# Вила ди Корнија (Ђенова)
Вила ди Корнија је насеље у Италији у округу Ђенова, региону Лигурија.
Према процени из 2011. у насељу је живело 153 становника. Насеље се налази на надморској висини од 261 м.